# Угольников, Александр Олегович
Александр Олегович Угольников (род. 14 января 1989, Пермь) — российский хоккеист, защитник.

## Биография
Сын хоккеиста и тренера Олега Угольникова, младший брат Антон также хоккеист.
Уроженец Перми, в возрасте трёх лет с семьёй переехал в Омск. Встал на коньки в пять лет. Воспитанник «Авангарда», до 11-12 лет играл в нападении, затем был переведён в защиту. В сезоне 2006/07 дебютировал в команде первой лиги «Авангард-2», которая с сезона 2009/10 стала играть в МХЛ под названием «Омские ястребы». В 2011 году перешёл в команду ВХЛ «Лада» Тольятти, где провёл три сезона. «Лада» стала выступать в КХЛ, а Угольников перешёл в карагандинскую «Сарыарку», с которой выиграл сезон 2014/15 ВХЛ. 27 мая 2015 года перешёл в клуб КХЛ «Югра», где провёл три сезона. 3 января 2018 года в матче с «Барысом» (3:2) сделал хет-трик. 15 мая 2018 года был обменян в «Адмирал». 2 июля 2020 года подписал контракт с клубом чемпионата Казахстана «Торпедо» Усть-Каменогорск. Был назначен капитаном команды, был назван лучшим защитником чемпионата в октябре. В 2021 году вернулся в Омск, стал выступать за клуб ВХЛ «Омские крылья». 26 февраля 2023 года провёл единственный матч за «Авангард» — в гостях против «Ак Барса» (2:3 ОТ). 25 декабря 2023 года был обменян на денежную компенсацию в «Югру» из КХЛ.